# Ilyushin Il-80
Ilyushin Il-80 (Tên mã NATO: Maxdome) là một loại máy bay chỉ huy và kiểm soát trên không của Nga.

## Quốc gia sử dụng
Nga
- Không quân Nga

## Máy bay tương đương
- Northrop Grumman E-8 Joint STARS
- Boeing E-4